# 3-й Щукинский проезд
3-й Щу́кинский прое́зд — небольшая московская улица в районе Щукино Северо-Западного административного округа между улицами Маршала Василевского и Маршала Новикова.

## История
Улица была образована в 1950-х годах при застройке района. Изначальное название — 2-я Бодрая улица — дано по расположению близ городка «Бодрое детство» (улица Академика Курчатова ранее называлась Бодрая улица). 13 января 1956 года 2-я Бодрая улица была переименована в 3-й Щукинский проезд — по располагавшейся неподалёку деревне Щукино.
В 1962 году в 3-м Щукинском проезде было открыто молодёжное кафе «Экспромт». Оно находилось на первом этаже выходившего на проезд крыле жилого дома (ныне 3к1 по улице Маршала Василевского). Кафе пользовалось большой популярностью. 6 октября 1964 года в кафе «Экспромт» состоялось первое выступление рок-группы «Сокол».
В 2019 году в 3-м Щукинском проезде было введено одностороннее движение — в направлении от улицы Маршала Василевского до улицы Маршала Новикова. Благодаря этому в проезде было устроено 50 парковочных мест, включая 5 для инвалидов.

## Описание
3-й Щукинский проезд начинается от улицы Маршала Василевского, проходит на юго-запад и заканчивается на улице Маршала Новикова вблизи площади Генерала Жадова.
Домов за проездом не числится, все здания, расположенные на проезде, отнесены к улице Маршала Василевского. На проезд ориентирован главный фасад жилого дома 1к2 (1955, архитектор К. И. Соломонов) и школы № 1874 (изначально — № 154, здание построено в 1953 году по типовому проекту Л. А. Степановой). Также на проезд ориентировано восточное крыло жилого дома 3к1
Дом 1к2 по улице Маршала Василевского изначально нумеровался как дом 3 по 3-му Щукинскому проезду.